# Madouri
Madouri (Μαδούρι) je soukromý ostrov v Jónském moři. Nachází se na západním pobřeží Řecka, u východního pobřeží ostrova Lefkáda. Od Lefkády je vzdálen přibližně 800 m. Ostrov je hustě zalesněný. Na ostrově stojí vila z poloviny 18. století řeckého básníka a politika Aristotela Valaoritise, jemuž ostrov patřil. V současné době vlastní ostrov jeho pravnuci, kteří zde se svými přáteli trávívají dovolenou.

## Administrativní zařazení

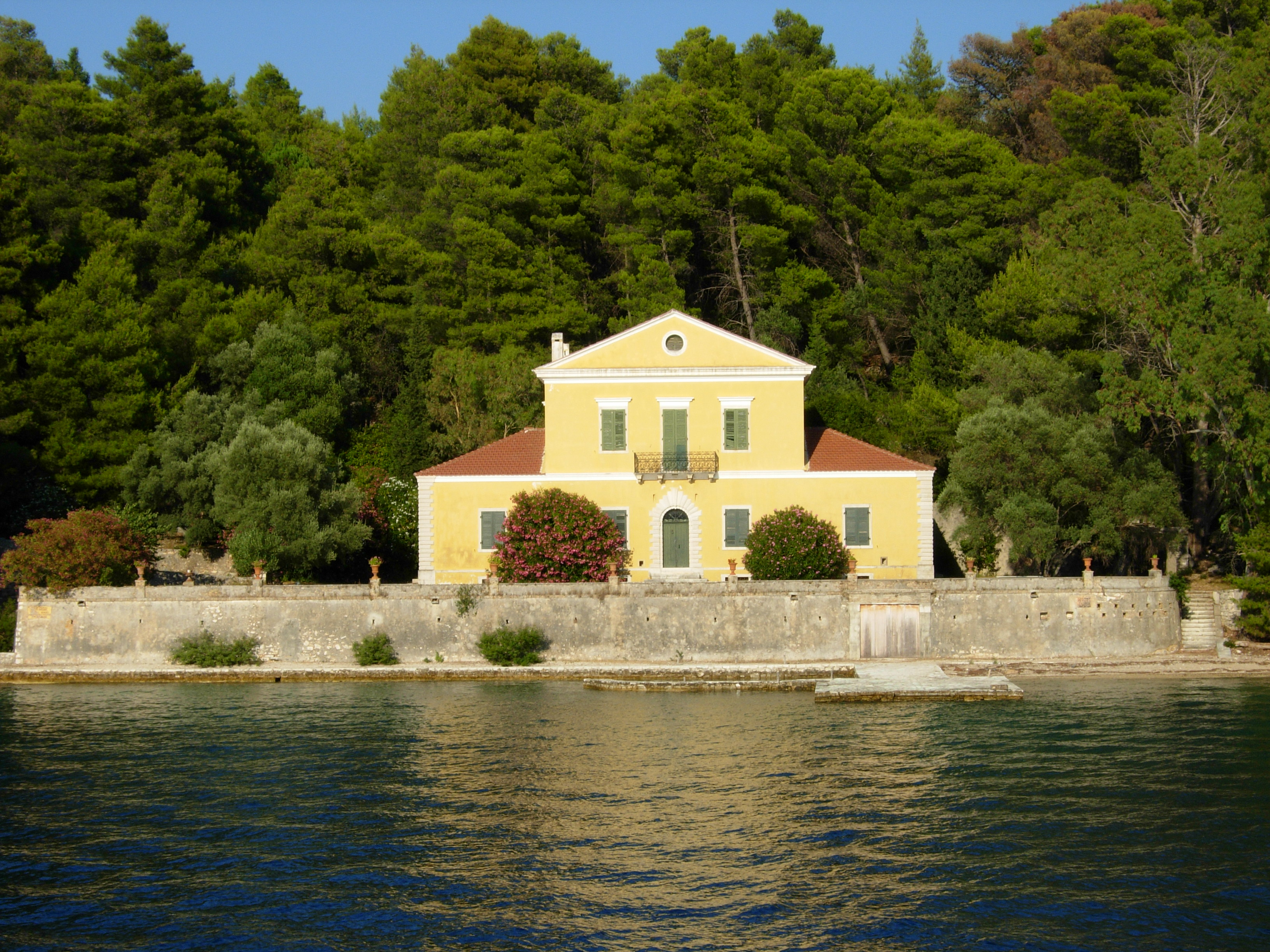
Vila Aristotela Valaoritise

Madouri je součástí obce Lefkada, obecní jednotky Ellomenou a komunity Neochórion. Nemá žádné stálé obyvatele.